# Virginia Slims of Milwaukee
Il Virginia Slims of Milwaukee è stato un torneo femminile di tennis che si disputava a Milwaukee negli USA.

## Albo d'oro

### Singolare
| Anno | Campionessa      | Finalista    | Punteggio |
| ---- | ---------------- | ------------ | --------- |
| 1971 | Billie Jean King | Rosie Casals | 6-3, 6-2  |

### Doppio
| Anno | Campionesse                   | Finalista                | Punteggio     |
| ---- | ----------------------------- | ------------------------ | ------------- |
| 1971 | Rosie Casals Billie Jean King | Françoise Dürr Ann Jones | 6-3, 1-6, 6-2 |